# Reich
Reich és una paraula alemanya usada sovint per designar un imperi, un regne o una nació; en alemany sempre té la connotació d'estat imperial sobirà. Aquesta paraula, usada per denominar una varietat d'entitats sobiranes incloent-hi Alemanya en molts períodes de la seva història, també es troba en termes compostos com ara Königreich (=regne) i en noms d'alguns països com és el cas de Frankreich (= França), que, etimològicament, vol dir "el regne dels francs" o Österreich (= Àustria), "el regne de l'Est". En religió, també s'usa Reich per referir-se al Regne de Déu.

## ElReichalemany
Des de la proclamació de l'imperi Alemany el 1871 com a resultat del procés d'unificació endegat pel canceller Otto von Bismarck, fins a la fi de la Segona Guerra Mundial (1945), el nom oficial d'Alemanya fou Deutsches Reich i, per tant, era normal fer servir la paraula Reich per referir-se a Alemanya. Així, doncs, a Alemanya, l'època del Reich correspon a l'imperi Alemany (1871-1918), a la República de Weimar (1919-1933) i al Tercer Reich (1933-1945). De fet, el terme República de Weimar es va crear després de la fi de la Segona Guerra Mundial, però no es va usar mai a la seva època ni tampoc en temps de Hitler.
Com que Reich, que inicialment volia dir Imperi, s'utilitzà també durant el règim de Weimar, alguns publicistes francesos comentaren que a Alemanya s'hi havia instaurat una república que continuava dient-se imperi. De fet, segons la constitució de Weimar, el títol del cap d'estat d'Alemanya era Reichspräsident, que, en principi traduiríem per "President de l'Imperi", i no pas Präsident der Republik o Bundespräsident (=president federal), tal com s'esdevé en l'actual República Federal Alemanya, igual com el Parlament es denominava Reichstag, i no pas Bundestag com avui dia, i l'expressió Das Reich designava l'Estat alemany com a persona jurídica.

## El Tercer Reich
Un cop prengueren el poder a Alemanya i hi liquidaren el sistema constitucional de Weimar, els nazis es referiren al seu govern com el Tercer Reich, és a dir, el Tercer Imperi. Segons la seva lògica, el Primer Reich havia estat l'antic Sacre Imperi Romanogermànic i el Segon Reich, l'imperi Alemany, proclamat per Bismarck el 1871; mai no acabava de quedar clar, però, quan s'havia acabat el Segon Reich: si amb la Revolució Alemanya de 1918 arran de la qual el kaiser Guillem II hagué d'abdicar o bé amb l'adveniment del règim nazi el 1933. A partir de l'annexió d'Àustria (1938), l'únic territori alemany que havia quedat fora del Reich de Bismarck, es va començar a usar l'eslògan Ein Volk, ein Reich, ein Führer ("un poble, un Reich, un líder").
Malgrat que avui dia es continuï usant l'expressió Tercer Reich, no s'empren mai les expressions Primer Reich o Segon Reich perquè s'entén que això significaria legitimar la visió nazi de la història d'Alemanya. Tanmateix, en alemany, resulta habitual usar el terme Altes Reich (=l'antic Reich) per referir-se al Sacre Imperi Romanogermànic o, d'una manera més general, a la història dels diferents països alemanys anterior al triomf de les revolucions liberals del segle xix, amb la qual cosa, la noció alemanya Altes Reich seria equivalent a la d'Antic Règim.
Després de 1945, arran de les seves connotacions imperials i, sobretot, i de la divisió d'Alemanya en dos estats com ho foren l'República Federal Alemanya i la República Democràtica Alemanya va caure en desús la paraula Reich en el llenguatge polític alemany.